# 佩纳什罗亚什
佩纳什罗亚什是葡萄牙布拉干萨区的一个堂区。总面积33.04平方公里，总人口459人，人口密度13.9人/平方公里。